# 中国人民解放军空军航空兵第四师
中国人民解放军空军航空兵第四师（简称空四师；代号为解放军95616部队），是中国人民解放军空军于2004年1月组建的一支运输航空兵部队，师部现驻四川邛崃。该番号最早由空一师自1950年起使用，在其于1956年改称现名后，空军在辽阳重新组建空四师。该师自组建以来长期驻防辽东半岛，担负着京津前沿渤海湾地区的国土防空任务，亦曾参加入闽、入滇轮战，至2003年空军新一轮整编中被撤销。空军于2004年1月又重新组建成空运输航空兵第四师，下辖以中型运输机为主编成的空10团（驻成都邛崃机场）、空11团（驻贵阳）及空12团（驻成都邛崃机场）。

## 历史

### 1950年－1956年
空四师的前身为1950年6月19日组建的空军第四混成旅，本为解放军空军第一支航空兵部队，但在决定序列编制时，时任空军司令员的刘亚楼认为“第一”容易产生骄傲自满，因此效仿毛泽东在井冈山创建红四军的先例，成立空军第四旅。第四混成旅成立后不久，旅部即于1950年8月8日移驻上海，并自同年10月19日起正式单独担负上海地区的防空任务。而当朝鲜战争爆发后，1950年10月26日，刘亚楼电报给旅长方子翼，命其改变为空军第四驱逐旅并转场至辽阳，准备入朝作战。1950年10月31日，经毛泽东批准，刚组建的空军第三旅7团调往辽阳，一同接收苏联空军在辽阳的一个米格歼击机师装备，在空军第四混成旅基础上改编为空军第四师，其中混成第四旅番号序列不变，改称空军第四师。空四师为两团（第10团、第12团）编制，每团三个飞行大队，每大队10架飞机，各一个供应大队。全师装备60架米格-15战斗机，以及2架雅克-12通信机。加上1个警卫营，全师共1983人。
在朝鲜战场前后两年零8个月的战斗中，空四师担负掩护志愿军后方的交通运输线和重要目标的任务，共出动4058架次，空战914架次，有43名飞行员获得战果，总共击落敌机64架、击伤24架，被敌击落55架、受伤25架，1,424人立功受奖，产生了李汉、张积慧、邹炎、耀先、李永泰、褚福田以及侯书军等著名战斗英雄和功臣模范。

### 1956年－2003年
朝鲜战争结束后，根据解放军全军统一编制序列的精神，鉴于空四师战功卓著，又曾是解放军空军的第一支部队，空军党委于1956年3月30日决定正式将空四师番号改为空军第一师，所辖空10、11（1954年增建）、12团改为空1、2、3团。此后不久，空军又于4月16日在辽阳重新组建空军第四师，由李国治担任师长、蔡剑桥担任政委，下辖空10团（原空15师44团）、空11团（新建）和空12团（原空21师62团），装备歼-5和米格-15比斯飞机。该师先后进驻辽阳、沈阳于洪屯、东塔、大连普兰店机场，主要负责京津前沿渤海湾地区的国土防空任务。
1970年5月，空军第四师改称空军航空兵第四师。1973年12月6日，空12团赴福建连城轮战，至1975年1月5日结束轮战返回归建；1985年2月，空十团开赴云南蒙自轮战，至1985年9月25日归建。空12团于1989年改为夜间截击团，主要担负夜间国土防空作战任务，俗称“夜航团”，其装备有歼-6甲战斗机，21世纪初期换装歼-7D战斗机。1992年2月23日，空十一团小分队的10架歼-6飞机进驻砚山机场轮战，11月28日结束轮战，12月10日返回。2003年，在空军新一轮整编中，该师所属的空10、12团被保留下来，转隶给同属沈阳军区的的空三十师。空军历史上的第二个空四师番号撤销。

### 2004年至今
为了继承和发扬“空四师”的优良传统及作风，2004年1月，空军又从各军区空军抽调运输航空兵部队重新组建成空运输航空兵第四师，师部驻邛崃。其本身规划为战略运输机师，原为接收从俄罗斯引进的伊尔-76运输机而组建。然而由于俄方迟迟无法交货，该师只得依靠运-7运输机撑门面。随着2008年汶川地震以及中国国内“促内需、激经济”的需求，运输航空兵的重要性凸显。空军遂接连订购二十余架运-8运输机，并至2009年首度交付空四师服役，促成空四师以中型运输机为主编成旗下的运输团。
空四师重建之初，于2005年组建了第12团；2009年接收运-8时，则将原成空运输航空兵团（95595部队）拆分，并在充实部分新进人员后，组建为第10团、第11团两个团。其中空10团驻太平寺场站，装备伊尔-76、运-8运输机；空11团驻垒庄场站，装备运-8；空12团驻邛崃，装备较为复杂，包括有运-20、伊尔-76等。2009年7月，中国空军特级飞行员、时年46岁的程晓健大校被任命为空四师师长，成为解放军军史上的首位女师长（此前军史上仅有红四方面军的女师长张琴秋）。